# AEK-971
Pour les articles homonymes, voir AEK.
L’AEK-971 est un fusil d'assaut soviétique chambré en 5,45x39mm, conçu entre la fin des années 1970 et le début des années 1980 au sein de l’usine KMZ (Kovrov Mechanical Plant), sous la supervision de l’ingénieur en chef Sergey Koksharov.
En 2006, KMZ décide d’arrêter ses lignes de production de matériels militaires et transfère les droits de production de l’AEK-971 à l’usine ZID (Degtyarov Mechanical Plant).

## Histoire
Pendant les années 1960, l’URSS travaille à l’élaboration d’une nouvelle cartouche pour remplacer le 7,62x39mm et rivaliser avec le 5,56x45mm américain. Dans le même temps, une compétition est lancée pour l’adoption d’un nouveau fusil d’assaut qui sera chambré pour le calibre nouvellement créé, le 5,45x39mm.
Le SA-006 (ancêtre de l’AEK-971) malgré des qualités certaines notamment sur la précision, perd la compétition face au fusil d’assaut expérimental de Kalashnikov (qui deviendra l’AK74). Le SA-006 est plus lourd, plus complexe et coûteux à fabriquer, tandis que le fusil d'assaut de Kalashnikov conserve une majorité de pièces de l’AKM (en service à l’époque), ce qui facilite la fabrication. De plus, son architecture étant très similaire à celle de l’AKM, les soldats sont vite familiarisés avec le nouveau fusil d’assaut et n’ont besoin que de peu de formation.

## Description
La poignée et le garde main sont en plastique, les chargeurs utilisés sont les mêmes que pour l’AK74. La hausse est graduée de 100 à 1000 mètres, ajustable en élévation par intervalle de 100 mètres. L’arme est équipée d’un frein de bouche ainsi que d’un rail latéral sur le côté gauche pour le montage d’optiques. Le sélecteur de tir situé sur le côté gauche autorise la
mise en sécurité, le tir semi-automatique, la rafale de 3 coups (versions plus récentes) ainsi que le tir automatique. Un emplacement pour baïonnette est prévu.

## Fonctionnement
L’arme fonctionne par emprunt des gaz et culasse rotative.
Sa particularité réside dans le fait que les gaz utilisés pour  permettre à l’arme de cycler entraînent également une masse dans la direction opposé, permettant de contrebalancer le recul et donc d’améliorer la précision.

## Modèles et variantes
AEK-971
(5,45x39mm)
AEK-972
(5,56x45mm)
AEK 973
(7,62x39mm)
L’AEK-971 et l’AEK-973 ont également une variante chacun, l’AEK-971S et l’AEK-973S.
La crosse pliante est remplacée par une crosse rétractable, plus légère et plus compacte, tandis que le sélecteur de tir est déplacé sur le côté droit et se voit autoriser la rafale de 3 coups.